# 共同漁業政策

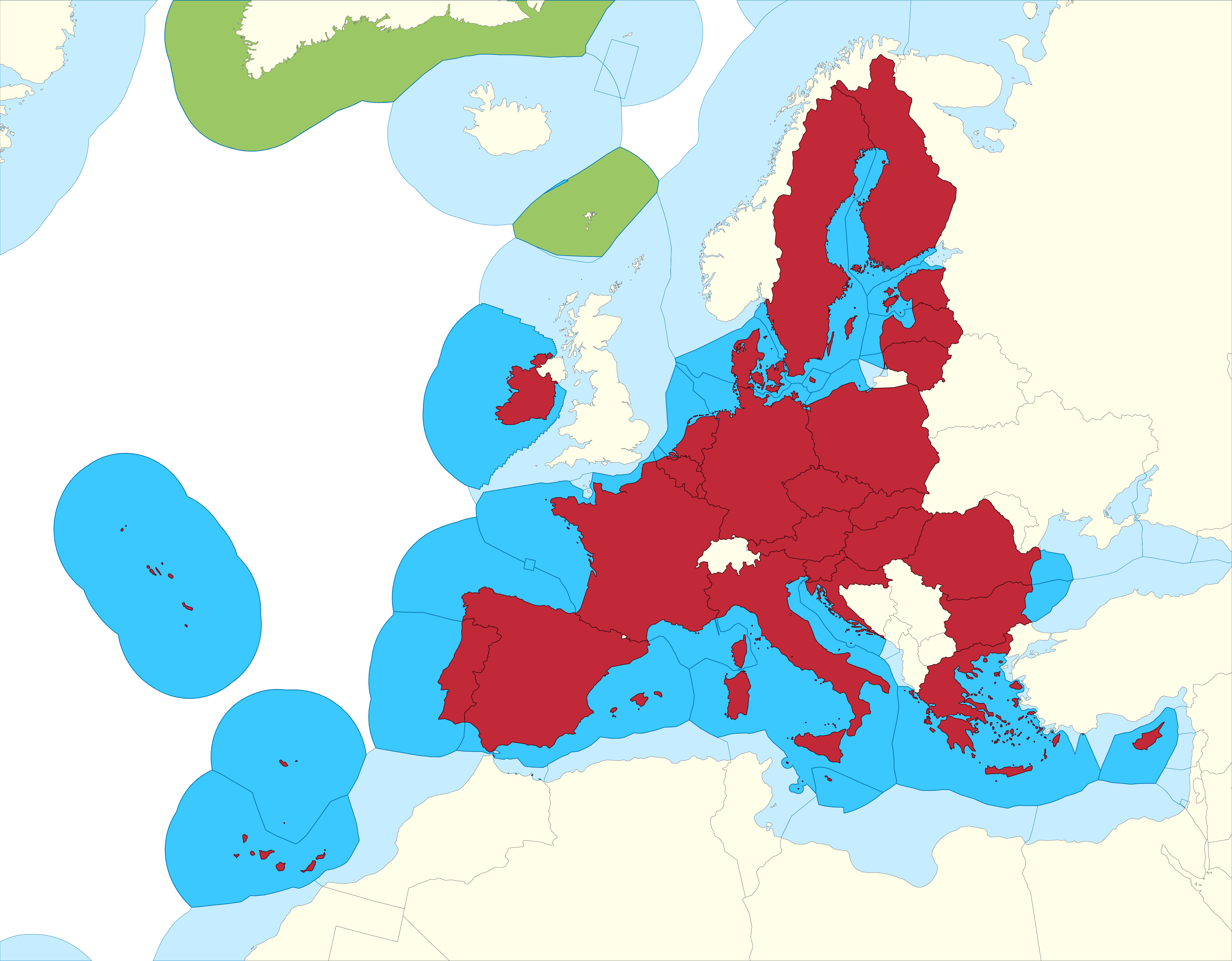
面積25萬平方公里，歐洲聯盟專屬經濟區是世界上最大的。

共同漁業政策是歐洲聯盟的漁業政策。政策允許每成員國對每一類型魚類的捕獲量實施配額，以及鼓勵捕魚業進行各種市場干預，來養護歐盟專屬經濟區內各魚類供應。2004年的預算為9.3億歐元，約百分之0.75的歐盟預算。 
里斯本條約內表明這套漁業養護政策的未來變化，將獨家保留給歐盟部長理事會，以決定多數方式表決。

## 共同漁業政策的機制
共同漁業政策的機制目前由四個組成部分： 
- 生產、質量、分級、包裝、和標籤的管制
- 鼓勵生產組織，保護漁民任何突然的市場變化影響
- 規定最低魚的價格，融資收購未售出的魚
- 制定與非歐盟國家漁類貿易規則

## 歷史
共同漁業政策是為了整體歐洲聯盟管理魚類種群的政策。1957年歐洲經濟共同體（現歐洲聯盟）在羅馬條約第38條指出應該要成立一個共同的漁業政策。
第一條創建於1970年，漁業政策最初成立的目的是建立一個自由貿易區，在魚和魚產品的共同規則。與會者一致認為，任何國家的漁民應獲得所有水域，例外是在沿海地帶是保留給當地漁民捕魚誰傳統的領域，由此制定政策以協助建立現代化的漁船和岸上設施。1976年，歐盟因應國際變化擴大了漁業水域從沿海12英里至200英里（22.2公里至370.4公里）。對此需要額外的管制和金融理財等規劃政策創建于1983年。現在有四個活動領域：保護股、船只和設施、市場控制和外部協議與其他國家。 
1992年的審查確定，有過度的捕魚船和捕撈數目，水產上岸的人數正在減少。審查確定了需要改進符合規定。這導致了加息的規定和更好地監測個別船只。1995年，要有效管制龐大的註冊船隊規模，歐洲聯盟發出許可證限額制度，來限制漁船獲准捕魚時間及地點。被委托的科學研究更好地確定現有魚類供應和未來分配捕魚許可證限額制度。2009年歐洲委員會的一系列公共諮詢，收集公共對共同漁業政策的意見。

## 捕魚重要性
在歐盟境內釣魚是一個相對不重要的經濟活動。它有助于國民生產總值百分之一以下。1995年雇用26萬漁民捕撈800萬噸魚，共有向歐盟註冊漁船隊伍大小不同97000艘，但同年出口160萬噸的魚類，及同時進口430萬噸魚類。另外，有八萬五千人的養魚業養殖100萬多噸魚類和貝類。漁獲量和需求的差額各有不同，但歐盟加工魚產品的貿易赤字約30億歐元。 
釣魚代表不超過任何歐盟境內各地區的本地就業率百分之十，但它通常在就業機會有限的地方。由於這因素，歐盟推出社會資金給於漁業，作為鼓勵區域發展的手段。 

## 水產養殖
養魚業是世界糧食生產增長最快的領域。由于養殖魚的需求經常波動，養魚業界受到影響。1995年，養魚業生產全球魚類和貝類生產生產價值的三分之一。歐盟境內主要的水產養殖品種是鱒魚、鮭魚、貽貝和牡蠣，此外市場感興趣的魚種包括鱸魚、鯛魚和大比目魚。歐洲共同體在1971年開始支持內陸魚類養殖。歐盟支持的領域包括養魚業的土地設施，特別集中關注於魚類養殖場周圍，所造成的技術和環境問題。

## 參閱
- 共同農業政策
- 歐盟漁業事務專員（英语：European Commissioner for Fisheries & Maritime Affairs）
- 歐盟預算
- 伯格，阿斯特麗德（1999年）實施和執行歐洲漁業法。馬蒂納斯尼吉霍夫。國際標准書號9041112634

## 外部連結
- 共同漁業政策 （页面存档备份，存于）
- OCEAN2012 （页面存档备份，存于）
- Fishsubsidy.org
- EU financial report 2004
- Smart Investments - Promoting Sustainable Fishing Initiatives under the European Fisheries Fund（页面存档备份，存于）, by Markus Knigge. Published in 2007 by the WWF - European Policy Office （页面存档备份，存于）
- Costs of Illegal, Unreported and Unregulated (IUU) Fishing in EU Fisheries （页面存档备份，存于）. Report by eftec (Economics for the Environment Consultancy Ltd), November 2008.